# モダン・レコード
モダン・レコード（Modern Records）は、1945年にハンガリー系ユダヤ人移民の子息のビハリ兄弟によって設立されたアメリカ合衆国のレコード会社であり、レコードレーベルである。
モダン所属のアーティストには、ハダ・ブルックス、エタ・ジェイムズ、ジョー・ヒューストン、リトル・リチャード、アイク&ティナ・ターナー、ジョン・リー・フッカーらがいた。同レーベルは1940年代、50年代の大きな影響力を持つブルース、R&Bのレコードの数々をリリースしたことで知られる。

## 来歴
モダン・レコードは、ビハリ兄弟のサウルとジュールズの2人によって1945年、ロサンゼルスに設立された。1947年以前はモダン・ミュージック・レコード（Modern Music Records）という名前であった。兄弟の他の2名、レスターとジョーも経営には関わっていた。
設立の初期段階においては、モダンは他の零細レーベルのマスター・レコーディングを購入し、所有音源を拡大した。1951年にはビル・クインからゴールドスター・レコードのマスターを2千5百ドルで購入している。その内容はライトニン・ホプキンズとリル・サン・ジャクソンの未発表マスター32曲であった。ビハリ兄弟は作曲者クレジットを得る目的でしばしば別名を使用した。例えばサウル・ビハリはミドルネームがサミュエルだったことから、サム・リンという名前をソングライティング用に使用していた。R&Bのレーベルとしてスタートしたモダンは、より広範囲な聴き手にアピールするため、他のレーベルから出たR&Bのヒット曲をモダンのアーティストにカバーさせる手法を日常的に実践していた。
1958年、ビハリ兄弟はケント・レコードを設立し、モダンからのレコードのリリースを停止した。1964年にはモダンは復活し、1965年にアイケッツがシングルをリリースして成功を収めている。しかしながら、会社はその数年後に倒産し、業務を停止。同レーベルの音源は、1980年代にケント・レコードの音源とあわせて英国レーベル、エイスにライセンスされ、1990年代にはエイスがその権利を完全に取得した。英国のエイスが現在、モダン/ケントのマスター・テープとその権利を所有している。

## 経営者とスタッフ
- ビハリ兄弟のサウル、ジュールズ、ジョーの3人が主だった経営者であった。兄弟の長男、レスターは実際には時折関わる程度であった[9]。社長はサウル、ジュールズとジョーが副社長、レスターは営業と販売促進の責任者であった。但し、ジョー・ビハリの娘の証言によると社長はサウルではなくジュールズであったという[3]。
- アイク・ターナーは、1950年代にモダン・レコードのタレント・スカウトおよびセッション・ミュージシャンとして働いていた[2]。彼がモダンのために発掘したアーティストにはボビー"ブルー"ブランド、ハウリン・ウルフ、ロスコー・ゴードンがいた[10]。B.B.キングとジョー・ビハリによると、キングをビハリ兄弟に紹介したのはターナーで、それが彼のRPMでのリリースに繋がった[9]。
- トニー・ヒドラーは1950年代後半にモダン・レコードのA&R担当であった。彼はその後CTレコードを皮切りに自身のレーベルを立ち上げ[11]、インパクト・レコードの社長も務めている[12][13]。
- オースティン・マッコイはモダン・レコードのアーティスト、セッション・ミュージシャン、レコーディング・セッション監督であった。彼は1950年代後半にモダンを離れ、マーキュリー・レコードのA&R担当となり、同社のビヴァリーヒルズ事務所に勤務した[14]。

## アルバム
- Modern Music: The First Year – 1945 (Ace CDTOP 1339, 2012)

以下のアルバムは、レコード番号"M-70nn"（モノラル）、"MST-8nn"（ステレオ）でリリースされている：
- –00 Era of Tommy Dorsey
- –01 Era of Benny Goodman
- –02 Era of Charlie Barnet
- –03 Era of Glenn Miller
- –04 Era of Woody Herman
- –05 Era of the Big Bands
- –06 Dixieland
- –07 Polka Party Time
- –08 Honky Tonk Piano
- –09 The Strauss Waltzes
- –10 Day Dreams
- –11 Organ Gems
- –12 Cha Cha Cha
- –13 Sing-A-Long
- –14 Rock and Roll Party
- –15 The Heart of Spain
- –16 Oldies and Goodies
- –17 Progressive Percussion
- –18 Hawaiian Holiday
- –19 Era of Hank Williams
- –20 Tradewinds to Hawaii
- –21 Dynamic Percussion
- –22 Mambo Cha Cha Cha
- –23 The Fabulous Ink Spots

## シングル（一部抜粋）
| レコード番号 | リリース日 | 米国 | R&Bチャート | タイトル（A面/B面）                                                     | アーティスト名                           |
| ------------ | ---------- | ---- | ----------- | ----------------------------------------------------------------------- | ---------------------------------------- |
| 624          | Oct 1948   | —    | 1           | 「Blues After Hours」 b/w 「I'm Still In Love With You」                | Pee Wee Crayton                          |
| 627          | Nov 1948   | —    | 1           | 「Boogie Chillen」 b/w 「Sally May」                                    | John Lee Hooker                          |
| 704          | Oct 1949   | —    | 5           | 「Little School Girl」 b/w 「Suitcase Blues」                           | Smokey Hogg                              |
| 714          | Oct 1949   | —    | 6           | 「Crawlin' King Snake」 b/w 「Drifting from Door to Door」              | John Lee Hooker                          |
| 835          | Sep 1951   | —    | 1           | 「I'm in the Mood」 b/w 「How Can You Do It」                           | John Lee Hooker                          |
| 848          | Dec 1951   | —    | —           | 「Crying All Night Long」 b/w 「Dry Up Baby」                           | Robert Bland                             |
| 857          | Feb 1952   | —    | 7           | 「The Wind Is Blowin」 b/w 「Would My Baby Make A Change」              | Jimmy Witherspoon                        |
| 860          | Mar 1952   | —    | —           | 「Ramblin' On My Mind」 b/w 「Just An Army Boy」                        | Boyd Gilmore                             |
| 864          | Apr 1952   | —    | —           | 「Bad Women Bad Whiskey」 b/w 「You're My Angel」                       | Little Junior Parker and the Blue Flames |
| 947          | Jan 1955   | —    | 1           | 「The Wallflower」 b/w 「Hold Me, Squeeze Me」                          | Etta James and "The Peaches"             |
| 961          | Jun 1955   | —    | —           | 「Mary Lou」 b/w 「Don't Think I Will」                                 | Young Jessie, Maxwell Davis & Orchestra  |
| 962          | Aug 1955   | —    | 6           | 「Good Rockin' Daddy」 b/w 「Crazy Feeling」                            | Etta James, Maxwell Davis & Orchestra    |
| 1002         | Sep 1956   | —    | —           | 「Hit, Git And Split」 b/w 「Don't Happen No More」                     | Young Jessie                             |
| 1005         | Oct 1956   | —    | 7           | 「Goodnight My Love (Pleasant Dreams)」 b/w 「I Want You With Me Xmas」 | Jessie Belvin                            |
| 1022         | Jun 1957   | —    | —           | 「By The Light Of The Silvery Moon」 b/w 「Come What May」              | Etta James                               |
| 1027         | Nov 1957   | —    | —           | 「Just To Say Hello」 b/w 「My Satellite」                              | Jesse Belvin                             |
| 1003         | Dec 1964   | 107  | —           | 「Camel Walk」 b/w 「Nobody Loves Me」                                  | The Ikettes                              |
| 1005         | Feb 1965   | 36   | 28          | 「Peaches 'N' Cream」 b/w 「The Biggest Players」                       | The Ikettes                              |
| 1007         | May 1965   | 107  | 32          | 「Good Bye, So Long」 b/w 「Hurt Is All You Gave Me」                   | Ike & Tina Turner                        |
| 1011         | Jul 1965   | 74   | 12          | 「I'm So Thankful」 b/w 「Don't Feel Sorry For Me」                     | The Ikettes                              |
| 1012         | Aug 1965   | 134  | —           | 「I Don't Need」 b/w 「Gonna Have Fun」                                 | Ike & Tina Turner                        |
| 1015         | Jan 1966   | 122  | —           | 「(Never More) Lonely For You」 b/w 「Sally Go Round the Roses」        | The Ikettes                              |
| 1030         | 1967       | —    | —           | 「Bring It Back Home To Me」 b/w 「Slippin' And Slidin'」               | Little Richard                           |

## 傘下のレーベル
- ケント・レコード（Kent Records）
- クラウン・レコード（Crown Records）
- フレア・レコード（Flair Records）
- ミーティア・レコード（Meteor Records）
- RPMレコード（RPM Records）
- ユールタイド・レコード（Yuletide Records）※クリスマス音楽専門レーベル